# Кшикавка
Кшикавка (пол. Krzykawka) — село в Польщі, у гміні Болеслав Олькуського повіту Малопольського воєводства.
Населення — 797 осіб (2011).
У 1975-1998 роках село належало до Катовицького воєводства.

## Демографія
Демографічна структура станом на 31 березня 2011 року:
|          | Загалом | Допрацездатний вік | Працездатний вік | Постпрацездатний вік |
| -------- | ------- | ------------------ | ---------------- | -------------------- |
| Чоловіки | 388     | 73                 | 270              | 45                   |
| Жінки    | 409     | 70                 | 229              | 110                  |
| Разом    | 797     | 143                | 499              | 155                  |